# Wild as Her
«Wild as Her» (с англ. — «Дикая как она») — песня канадского кантри-певца Тайлера Джо Миллера. Она была написана Морганом Уолленом, Бреттом Тайлером и Келли Арчер и спродюсирована участником Emerson Drive Дэником Дюпеллем. Версия Миллера достигла восьмого места в чарте Canada Country и получила золотой сертификат от Music Canada. Позже она была включена в альбом Миллера Spillin’ My Truth. Позже в том же году американский кантри-певец Кори Кент выпустил версию песни через RCA Records Nashville в качестве своего официального дебютного сингла. Версия Кента попала в чарты Billboard Hot Country Songs, Country Airplay и Hot 100 в период с 2022 по 2023 год, а также получила платиновые сертификации в Канаде и США.

## История
Онлайн-издание Music-News.com провело эксклюзивную премьеру песни 11 февраля 2022 года. Морган Уоллен написал песню вместе с Келли Арчер и Бреттом Тайлером на сессии написания песен в 2017 году. Согласно колонке в Billboard, песня о «перевороте стандартного гендерного стереотипа, в котором свободный мужчина находит женщину, которая стабилизирует его». Авторы заявили, что вдохновением послужил эпизод «Секса в большом городе». Когда Уоллен решил не записывать песню, её записал независимый кантри-исполнитель Колби Килинг до записи Тайлера Джо Миллера в 2022 году. Арчер представил трек Миллеру за несколько лет до его финальной записи. Даник Дюпель, участник канадской кантри-группы Emerson Drive, спродюсировал версию Миллера.

## Отзывы
Максвелл Баркхёйзен из Music Crowns заявил, что «Wild as Her» «точно показывает, почему так много говорят о [Миллере]», назвав трек «живым», сказав, что он «[играет] с традиционной стороной кантри-звучания, но [добавляет] свой собственный отличительный стиль на протяжении всего трека». Чад Карлсон из Today’s Country Magazine сказал, что песня «тонко представляет внутренний конфликт поиска баланса между поиском способа удержать кого-то в своей жизни и борьбой за то, чтобы понять, подходит ли вам этот человек», добавив, что Миллер соберёт «больше поклонников, больше прослушиваний и больше признания критиков» с её выпуском.

### Награды и номинации
| Год  | Ассоциация                         | Категория                                    | Результат | Ссылка       |
| ---- | ---------------------------------- | -------------------------------------------- | --------- | ------------ |
| 2022 | Canadian Country Music Association | Record Producer of the Year — Danick Dupelle | Номинация | [ 9 ] [ 10 ] |
| 2023 | Canadian Country Music Association | Single of the Year                           | Номинация | [ 11 ]       |

## Музыкальное видео
Официальный видеоклип на песню «Wild as Her» вышел 27 апреля 2022 года. Его снял Дэвид Дж. Редман в Нэшвилле, штат Теннесси. Миллер заявил, что видео «показывает, каково это — гоняться за девушкой, которую все парни хотят запереть», сказав, что в конце концов «она останется с тем парнем, который дополнит её дикую сторону».

## Коммерческий успех
«Wild as Her» достиг 8-го места в кантри-чарте Канады, став пятым подряд хитом Миллера, попавшим в десятку лучших с начала его карьеры.
Песня получила золотой сертификат от Music Canada.

## Чарты
| Чарт (2022)                | Высшая позиция |
| -------------------------- | -------------- |
| Канада (Canadian Hot 100)  | 94             |
| Канада Country (Billboard) | 8              |

## Сертификации
| Регион                                                                      | Сертификация | Продажи |
| --------------------------------------------------------------------------- | ------------ | ------- |
| Канада (Music Canada)                                                       | Золотой      | 40 000  |
| Данные о продажах + прослушиваниях приведены только на основе сертификации. |              |         |

## Версия Кори Кента
После версии Тайлера Джо Миллера американский кантри-певец Кори Кент сделал кавер на песню. Его версия была представлена RCA Records Nashville на кантри-радио в августе 2022 года. Она стала дебютным синглом Кента и соло с его третьего студийного альбома Blacktop, который был выпущен 2 июня 2023 года. Его версия достигла 40-го места в чарте Billboard Hot 100 и достигла вершины в двадцатке лучших в чарте Billboard Hot Country Songs.
Кори Кент записал свою версию в середине 2022 года под руководством Криса Фаррена. В записи участвовали Фред Элтрингем на барабанах, Джейкоб Лоури на бас-гитаре, Гордон Моут на клавишных, а также Роб Макнелли и Илья Тошинский на гитарах. Помимо продюсирования, Фаррен также исполнил бэк-вокал на треке. Фаррен рассказал Billboard, что хотел, чтобы гитары «имели какое-то отношение», а Кент отметил, как мелизм в слове «wild» проверял его вокальный диапазон.
В сентябре 2022 года Кент выпустил музыкальный клип на своё исполнение.

### Чарты

#### Еженедельные чарты
| Чарт (2022—2024)                  | Высшая позиция |
| --------------------------------- | -------------- |
| Канада Country (Billboard)        | 58             |
| США Billboard Hot 100             | 40             |
| США Country Airplay (Billboard)   | 3              |
| США Hot Country Songs (Billboard) | 12             |

#### Годовые итоговые чарты
| Чарт (2023)                       | Позиция |
| --------------------------------- | ------- |
| США Billboard Hot 100             | 93      |
| США Country Airplay (Billboard)   | 16      |
| США Hot Country Songs (Billboard) | 25      |

### Сертификации
| Регион                                                                      | Сертификация  | Продажи   |
| --------------------------------------------------------------------------- | ------------- | --------- |
| Канада (Music Canada)                                                       | Платиновый    | 80 000    |
| США (RIAA)                                                                  | 3× Платиновый | 3 000 000 |
| Данные о продажах + прослушиваниях приведены только на основе сертификации. |               |           |